# 케이트 템페스트
케이 템페스트(Kae Tempest, 1985년 12월 22일 ~ )는 잉글랜드의 시인, 극작가, 래퍼, 음악 프로듀서이다.

## 음반 목록
- Balance (2011; "사운드 오브 럼"과 함께)
- Everybody Down (2014)
- Let Them Eat Chaos (2016)